# Ожередов Володимир Ілліч
Володимир Ілліч Ожередов (нар. 11 грудня 1934 — пом. 27 вересня 2009) — радянський футболіст, виступав на позиціях захисника, нападника та півзахисника. Майстер спорту СРСР.

## Кар'єра гравця
Футбольну кар'єру розпочав у 1954 році в складі київського ОБО (Х), яке виступало в Класі «Б» чемпіонату СРСР. У команді провів два сезони, за цей час у радянському чемпіонаті зіграв 31 матч та відзначився 7-а голами, ще 4 матчі (1 гол) провів у кубку СРСР. Наступного року був переведений на військову службу до Москви, яку проходив у столичному ЦБЧА. Дебютував у Класі «А» 16 червня 1956 року в програному (0:1) домашньому поєдинку 12-о туру проти донецького «Шахтаря». Володимир вийшов у стартовому складі та відіграв увесь матч. Проте цей поєдинок за першу команду московських «армійців» виявився для Ожередова єдиним, решту сезону відіграв у дублі ЦБЧА, в якому відзначився 2-а голами. У 1957 році повернувся в Україну, де підсилив колектив Класу «Б» «Хімік» (Дніпродзержинськ), в якому став одним з ключових гравців. За дніпродзержинців у Класі «Б» зіграв 33 матчі та відзначився 6-а голами.
Напередодні початку сезону 1958 року отримав запрошення від іншого колективу Класу «Б» — харківського «Авангарду». Володимир швидко завоював місце в основному складі харків'ян. За підсумками сезону 1959 року «Авангард» здобув путівку до Вищої ліги СРСР, в якій у футболці харківського Ожередов дебютував 9 квітня 1960 року в програному (0:2) виїзному поєдинку 1-о туру попереднього етапу підгрупи 1 проти тбліського «Динамо». Володимир вийшов на поле в стартовому складі та відіграв увесь матч. Єдиним голом у Вищому дивізіоні радянського чемпіонату відзначився 24 травня 1960 року на 61-й хвилині програного (2:3) виїзного поєдинку попереднього етапу підгрупи 1 Класу «А» проти кикшинівської «Молдови». Ожередов вийшов на поле в стартовому складі та відіграв увесь матч. А вже в сезоні 1961 року був одним з гравців харківського клубу, які досягли найкращого результату в історії виступів «Авангарда»/«Металіста» в чемпіонатах СРСР — 6-о місця в Класі «А». У складі металіста провів 6 сезонів, за цей час у чемпіонатах СРСР зіграв 148 матчів та відзначився 3-а голами, ще 5 матчів провів у кубку СРСР.
У 1964 році перейшов до колективу Класу «Б» «Спартак» (Бєлгород), в якому відіграв два сезони. У сезоні 1965 року зіграв 22 матчі в Класі «Б» та 2 поєдинки в кубку СРСР. По завершенні сезону закінчив кар'єру гравця.
По завершенні кар'єри продовжував жити футболом, відвідував матчі за участю харківських команд.
Помер 27 вересня 2009 року внаслідок тяжкої хвороби.

## Стиль гри
|  | Розпочавши грати в півзахисті, Ожередов потім перекваліфікувався в захисники й надійно допомагав голкіперу команди Миколі Уграїцькому утримувати ворота харків'ян на замку. Багато нападників того часу на собі відчули майстерність Ожередова, переривати їх атаки в підкаті, новому прийомі, успішно освоєному харківським футболістом. |